# 베이사이드 성모발현
베이사이드 성모발현은 1968년 미국 뉴욕 퀸즈(Queens)의 베이사이드에서 베로니카 루에켄(Veronica Lueken, 1923-1995)에게 나타난 사적 계시를 중심으로 일어난 일종의 신심운동이다. 이 운동으로 성 미카엘회가 형성되었고 오늘날까지 천주교 전례에 따른 모든 대축일들 전날 밤에 철야 묵주기도회를 진행하고 있다. 이들은 ‘로사리오’, ‘베이사이드’, ‘미국의 루르드’ 등의 유인물을 배포하고 있다. 천주교회는 1986년과 2014년 해당 관할 교구인 브루클린 교구에서 베이사이드 운동이 오류가 있다고 이야기하였다.

## 베로니카 루에켄의 계시
베로니카 루에켄은 1968년 존 F.케네디의 동생 로버트 F.케네디가 암살당할 당시 장미향을 맡았다는 것이 자신의 첫 계시 순간으로 주장하고 있다. 이후 1970년 성모마리아의 발현으로부터 대축일 전날 밤 철야 묵주기도를 시작하였다. 그녀가 받은 메시지는 약 300여회로 주요 주제는 묵주 기도에 대한 강조, 성체 성사, 성직자에 관한 내용, 종말에 관한 내용이 나타난다. 여기서 성체성사에 대한 보수적인 태도 강조, 묵주기도와 스카풀라에 대한 강조, 1964년 이후 성경을 인정하지 않는 등 제2차 바티칸 공의회 이후의 교회의 입장을 부정하고 천주교회의 종말론 교리와 다른 주장들이 문제가 된다.

## 교회의 입장
베로니카 루에켄이 받은 계시들은 교회가 공식적으로 인정한 바 없다. 또한 그녀가 주장하는 대표적인 계시 내용은 제2차 바티칸 공의회 이후의 교회의 입장을 부정하고 교리에 맞지 않는 내용들이 있다. 이러한 상황에서 1986년 브루클린 교구장인 존 무가베로(Francis John Mugavero) 주교는 “베이사이드 운동”에 대해 교황청 신앙교리성과의 협의를 거쳐 계시의 신빙성이 부여될 수 없다는 점과 이 운동이 교회 인가를 받지 않았고, 신자들의 신앙에 혼란을 일으킨다는 등 다섯 가지를 선언하였다.

## 한국 천주교에서 베이사이드 운동
1980년대 국내에서도 이 운동이 전파되었다. 당시 천주교 인천교구장 나길모 굴리엘모 주교는 미국 브루클린 교구에 공식 서한을 보내어 문의하였다. 이에 대해 브루클린 교구에서 이 운동이 신빙성이 없음을 회신하였다. 또한 당시 광주 대교구장 윤공희 대주교도 1988년 12월 20일자로 공문을 교구의 모든 사제와 단체장에게 보낸 바 있다. 이와 같이 한국천주교회는 베이사이드 운동을 인정하지 않는다. 그렇다면 베로니카 루에켄이 주장하는 것들이 천주교 교리와 어떻게 다른지 알아보도록 하겠다.

### 묵주와 스카풀라의 절대적 은총
베로니카 루에켄은 스카풀라를 무조건적으로 착용해야 하며 그것이 구원의 보증이라고 계시를 받았다고 주장한다. 천주교회도 성물을 통한 신심을 부정하지 않는다. 이것이 물건 자체를 신적인 대상으로 삼는 ‘우상숭배’와는 다른 신심행위의 한 방법으로 이야기한다. 그러나 부적과 같이 지나치게 성물만 집착하는 것은 우상숭배의 위험성이 있기 때문에 경계한다. 이러한 지나친 집착은 불안과 공포를 통한 신앙을 갖게 하는 것에서 비롯되는데 이는 죄 많은 인간을 사랑하셔서 구원의 길을 가르쳐 주신 육화하신 하느님이 아닌 심판자 하느님만을 생각하게 한다는 점에서 경계해야한다.

### 입 영성체만을 고수
베로니카 루에켄은 손으로 하는 영성체를 신성모독으로 이야기한다. 영성체에 대한 역사에서 초기교회 공동체가 손으로 성체를 받아 모셨음을 알 수 있다. 이후 성체에 대한 특별한 존경, 성체 조각이 손에 남는 문제, 집으로 가져가는 위험을 방지하기 위해 자연스럽게 입 영성체로 변화하였다. 제2차 바티칸 공의회 이후 손 영성체를 허락하였다. 한국 천주교회는 영성체 하는 이의 선택에 따라 손과 입으로 성체를 모실 수 있다고 이야기한다. 또한 손과 입 영성체는 행위보다 성체에 대한 공경이 더 중요하다고 이야기한다.

### 절망적 종말론
베로니카 루에켄은 전 세계가 죄악으로 큰 재앙을 당할 것이라며, 혜성이 지구와 충돌하려 하고, 제3차 세계대전이 임박하였다는 종말론을 주장한다. 그러나 천주교의 종말은 희망사건으로 기대한다. 천주교회는 종말을 미래에 언젠가 있게 될 어떤 사건으로 이해하는 것이 아니라, 하느님의 창조와 구원경륜의 관점에서 이해하고 있다. 이러한 의미에서 종말은 휴거와 같은 파괴의 사건이 아니라 ‘새 하늘 새 땅’이 도래하는 완성의 사건이며 교회는 이 날을 깨어 준비하는 의미에서 회개하고 기다리는 자세가 필요하다.
명동성당을 비롯하여 베이사이드 성모발현에 관한 전단과 함께 베이사이드패, 스카풀라를 나누어주며 베이사이드 운동에 대해 설명하는 추종자들이 있는데, 가톨릭 신자들이 이러한 교리가 맞는 것인지 확실한 판단히 서지 않는 경우 천주교 사제에게 확인을 받는 것이 신앙생활에 유익하다.